# L’Usteau du Loup

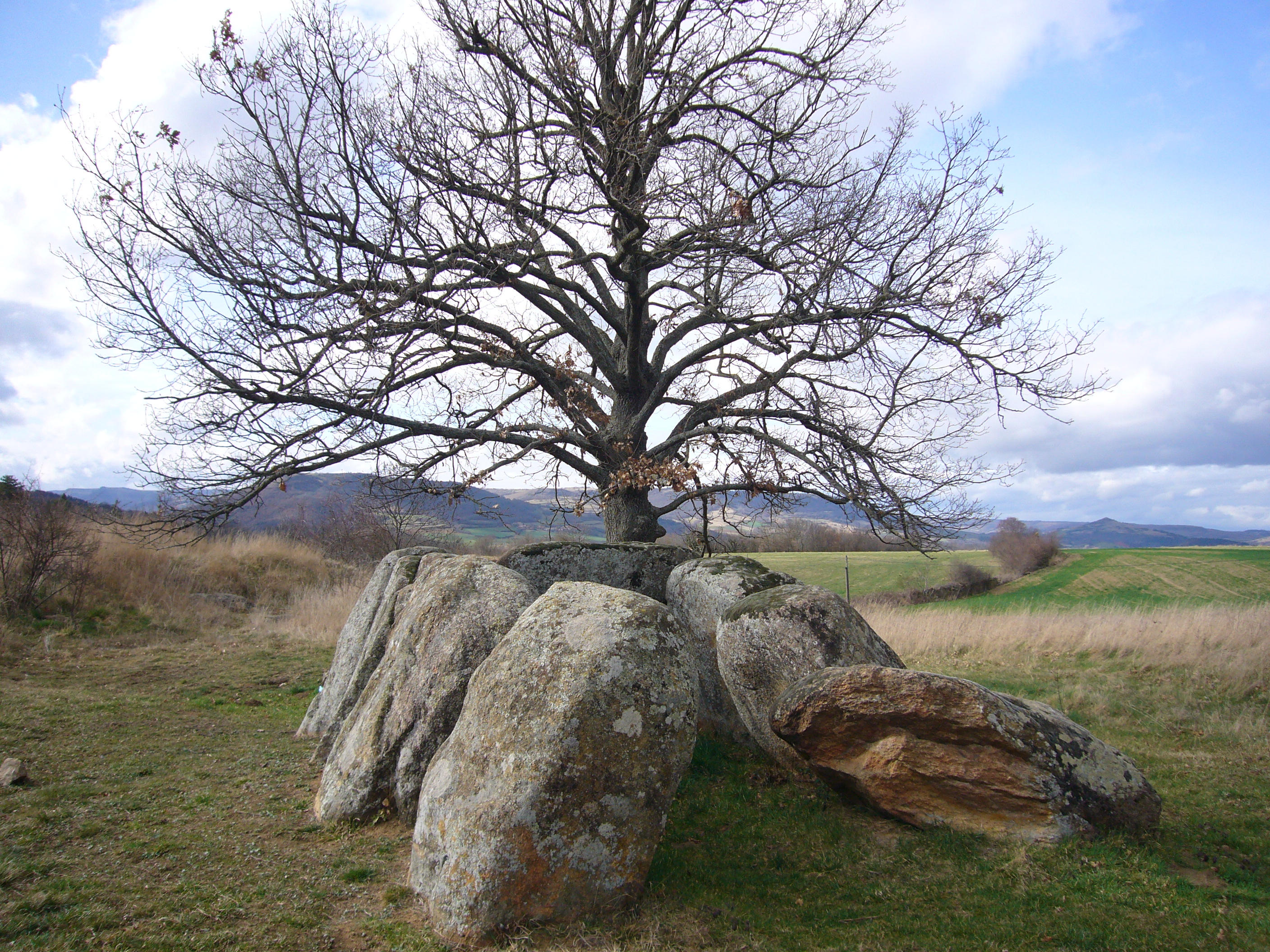
L’Usteau du Loup

L’Usteau du Loup (auch Dolmen von Unsac, Allée couverte l’Usteau du Loup, La Cabane du Loup oder La Grotte aux Fées genannt –  deutsch „Kabine des Wolfs“ bzw. Feengrotte) ist das einzige Galeriegrab der Region. Es liegt nordwestlich des Weilers Unsac, südwestlich von Saint-Gervazy bei Issoire im Département Puy-de-Dôme in der Auvergne in Frankreich. Dolmen ist in Frankreich der Oberbegriff für Megalithanlagen aller Art (siehe: Französische Nomenklatur).
Die Reste dieses Dolmens, der vielleicht der größte in der Region war, liegen weiträumig von hohen Hügeln umgeben unter einer Eiche auf einem kleinen Granitfelsen. Die rechteckige Kammer ist etwa 5,0 Meter lang und 3,0 Meter breit. Drei Granitseitenplatten auf jeder Seite und ein großer und ein kleiner Endstein bilden die drei Seiten der sich nach Osten öffnenden Kammer. Der größte Granitblock ist etwa 3,8 m lang, 2,7 Meter breit und 70 Zentimeter dick bei einem Gewicht von etwa 20 Tonnen. Es gibt keine aufliegenden Decksteine, aber hinter der Kammer und in der Nähe liegen weitere große Steine.

L’Usteau du Loup
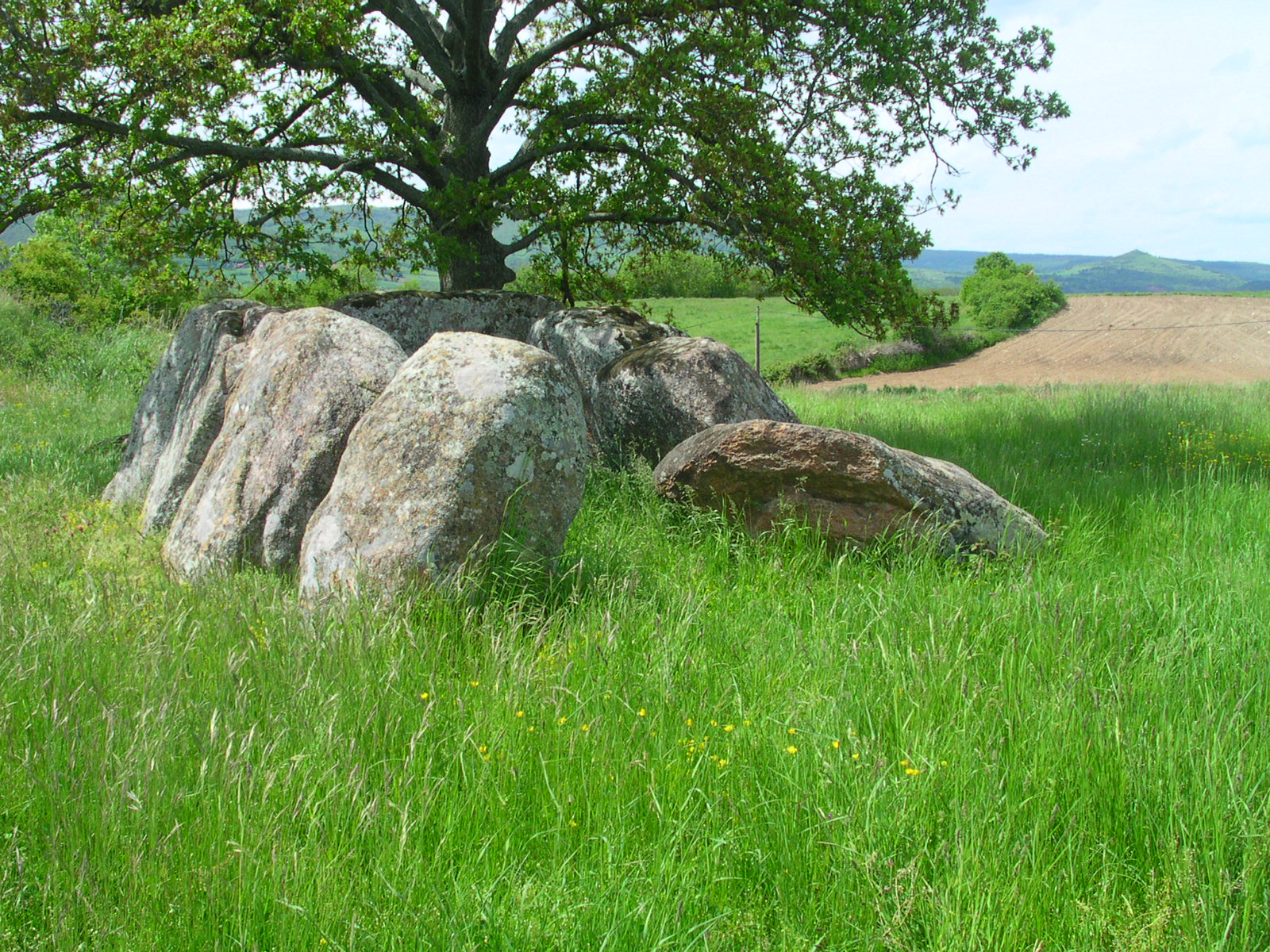
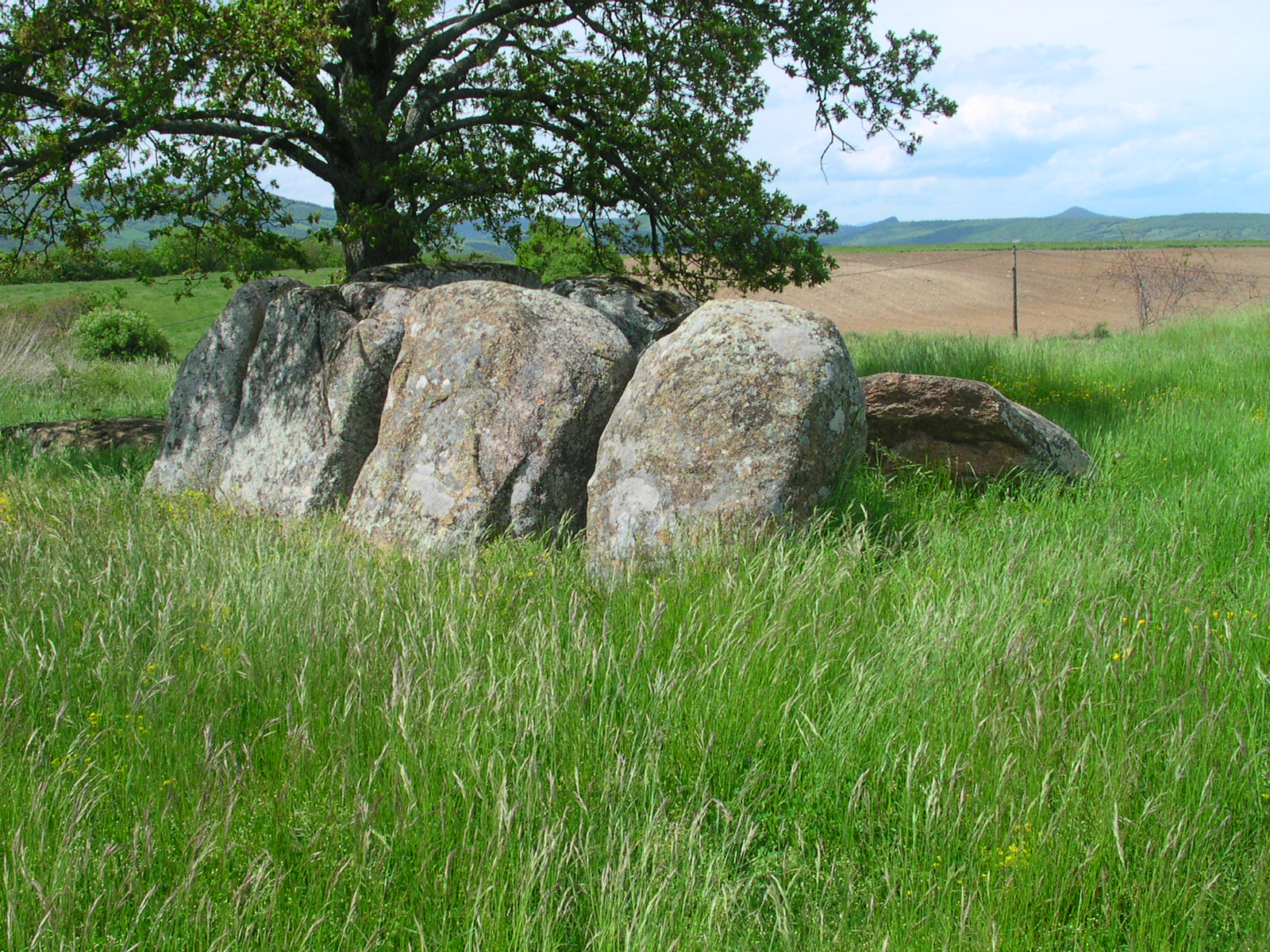
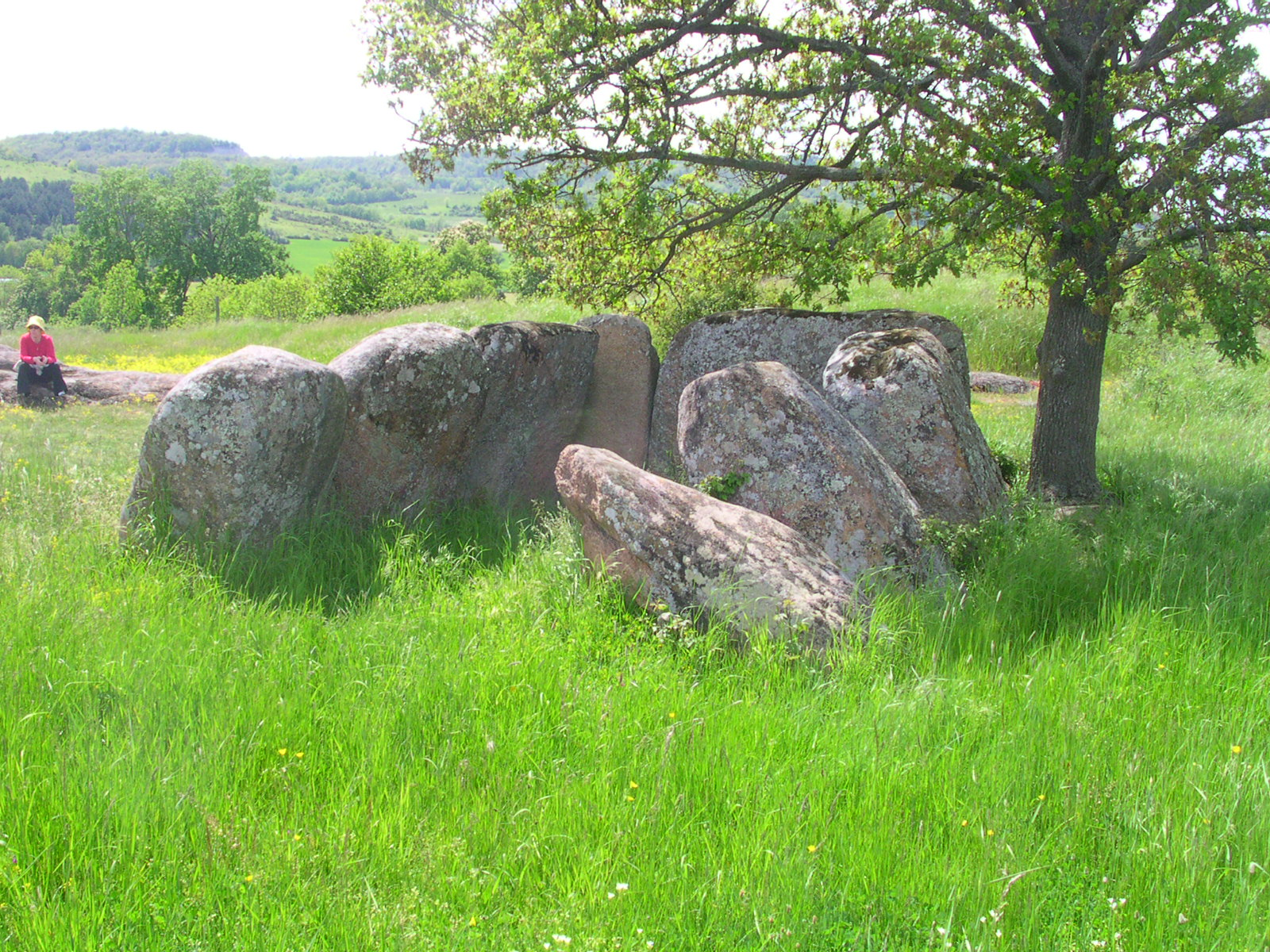
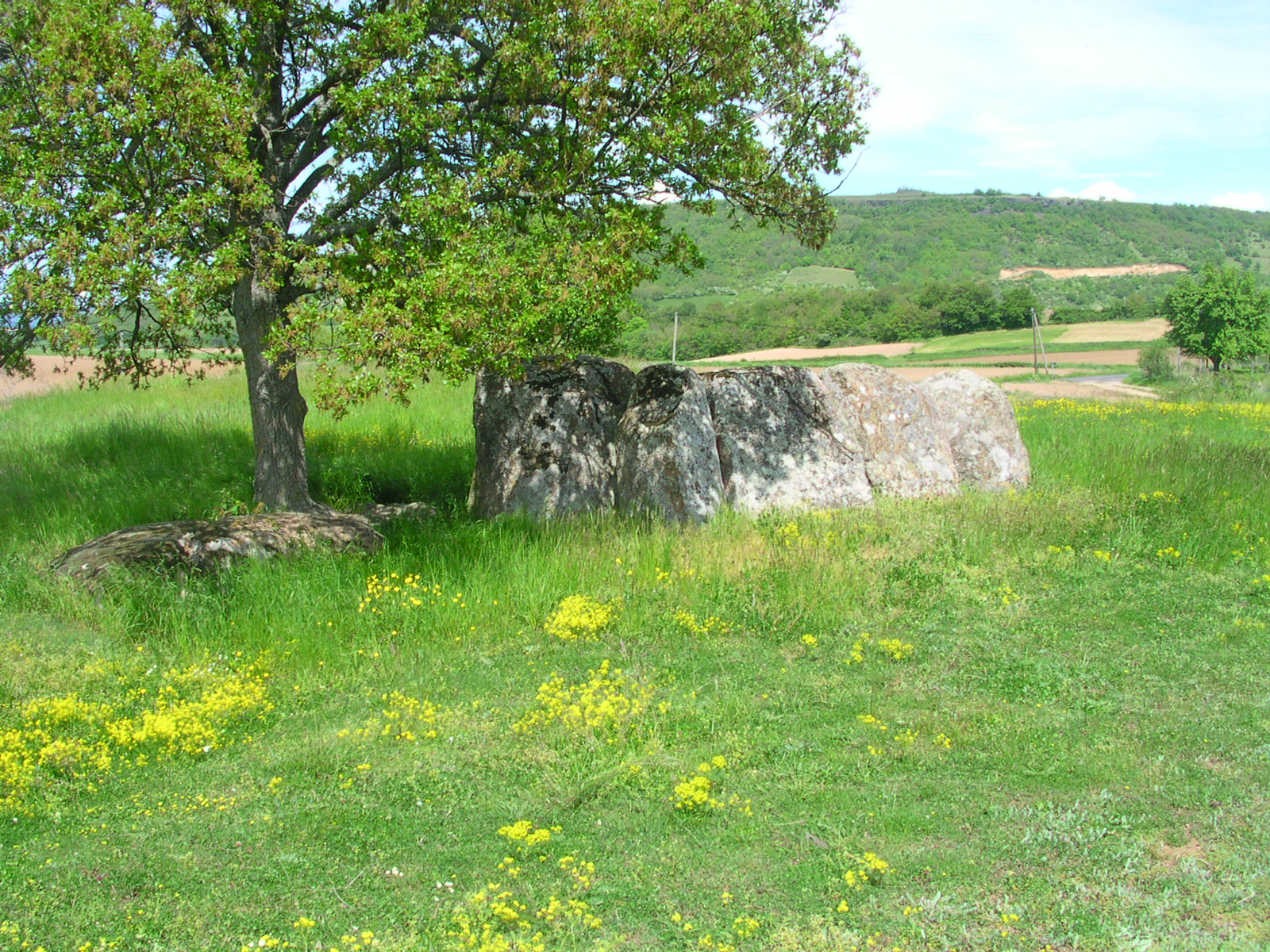